# Pierre Le Tourneur
Pierre Le Tourneur (* 9. Juni 1737 in Valognes; † 24. Januar 1788 in Paris) war ein französischer Literat und Übersetzer.

## Leben und Wirken
Pierre Prime Félicien Le Tourneur besuchte das Collège in Coutances. Er ging nach Paris und wurde Sekretär des späteren Königs Ludwig XVIII. Ab dem Alter von 32 Jahren trat er als Übersetzer englischer Literatur in Erscheinung. Den größten Erfolg erzielte er mit der Neuübersetzung (nach der Pionierleistung von Pierre-Antoine de La Place) der Dramen Shakespeares.

## Werke (Auswahl)

### Übersetzungen
- Edward Young: Les nuits. 1769.
- Samuel Johnson: Histoires de Richard Savage. 1771.
- James Hervey (1714–1758): Méditations. 1771. (Gräberpoesie)
- Shakespeare. 20 Bde. 1776–1783.
  - (Teilausgabe) Préface du «Shakespeare traduit de l’anglois». Hrsg. Jacques Gury. Droz, Genf 1990. (kritische Ausgabe)
- James Macpherson: Ossian. Poésies galliques. 1777.
- Soame Jenyns (1704–1787): Vue de l’évidence de la religion chrétienne considérée en elle-même. 1779.
- Samuel Richardson: Clarisse Harlowe. 1785–1786.
- Anders Sparrman: Voyage au Cap de Bonne-Espérance et autour du monde avec le capitaine Cook. 1787.
- Johann Kaspar Riesbeck: Voyage en Allemagne. 1787. (übersetzt aus der englischen Fassung von Briefe eines Reisenden Franzosen über Deutschland an seinen Bruder zu Paris)
- Friedrich von der Trenck: La Vie de Frédéric, baron de Trenck. 1788.
- Le Jardin anglois, ou Variétés, tant originales que traduites, par feu M. Le Tourneur, précédées d’une Notice sur sa vie et ses ouvrages. 1788.

### Originalwerke
- Voyage à Ermenonville. Hrsg. Jacques Gury. À l'écart, Reims 1990. (kritische Ausgabe)